# Конвой Хальмахера – Сармі (12.02.44 – 04.03.44)
Конвой Хальмахера — Сармі (12.02.44 — 04.03.44) — японський конвой часів Другої світової війни, проведення якого відбувалось у лютому — березні 1944-го.
Вихідним пунктом конвою була затока Кау на острові Хальмахера (північна частина Молуккського архіпелагу), який відігравав важливу роль у постачанні японських сил на заході Нової Гвінеї. До складу конвою увійшли транспорти «Асака-Мару» та «Целебес-Мару», тоді як охорону забезпечував тральщик W-5.
Конвой вийшов з порту 12 лютого 1944-го, а 14 лютого досягнув Манокварі (важливий гарнізон на північно-східному куті півострова Чендравасіх). 18—19 лютого загін здійснив перехід до Боснеку на острові Біак, а 23—25 лютого пройшов звідси до Сармі (дещо західніше від порту Голландія — сучасної Джаяпури).
28 лютого 1944-го конвой рушив назад, 1—2 березня побував у Манокварі, а 4 березня без втрат повернувся до Кау.